# Umberto Bossi
Umberto Bossi [bòsi], italijanski politik, * 19. september 1941, Cassano Magnago.
Bossi je senator in poslanec ter ustanovitelj italijanske Lombardske, kasneje skrajno desno usmerjene Severne lige (italijansko Lega Nord); grozil je z odcepitvijo severnega dela Italije in ustanovitvijo nove države Padanije. Sodeloval je v več vladah. Od 2001 je bil minister za institucionalne reforme, ta položaj je zaradi slabega zdravja 2004 zapustil. Od leta 2008 je koalicijski partner premierja Silvia Berlusconija.